# Victoria-Louise-Klasse
Die Victoria-Louise-Klasse, in einigen Quellen als Hertha-Klasse oder Freya-Typ bezeichnet, war eine Klasse von fünf Kreuzern II. Klasse (Panzerdeckkreuzer) der deutschen Kaiserlichen Marine. Die von 1895 bis 1900 gebauten Schiffe wurden vor allem im Überseedienst und als Schulschiffe eingesetzt und dienten auch noch im Ersten Weltkrieg.

## Entwicklung
Zu Beginn der 1890er-Jahre stellte sich für die Kaiserliche Marine die Frage, wie die Flotte zukünftig ausgerichtet werden sollte. Die bisherige Konzeption war besonders auf die Küstenverteidigung ausgelegt, was der Bau der Siegfried-Klasse deutlich macht. Gleichzeitig waren mit den vier Schiffen der Brandenburg-Klasse die damals modernsten Panzerschiffe im Bau. Weiterhin lief am 15. Januar 1892 mit der Kaiserin Augusta der erste Geschützte Kreuzer der Kaiserlichen Marine vom Stapel. Sowohl für das Reichsmarineamt und das Oberkommando der Marine als auch für den marinebegeisterten Kaiser Wilhelm II. stand fest, dass die Marine von der reinen Küstenverteidigung abgehen musste. Das Oberkommando, ab 1892 durch Alfred Tirpitz als Chef des Stabes vertreten, bevorzugte den Aufbau einer Schlachtflotte, das Reichsmarineamt und der Kaiser hingegen den Gedanken einer Kreuzerflotte, die im Kriegsfall auf den Weltmeeren Handelskrieg zu führen und den Kriegsgegner so von seinem Nachschub abzuschneiden hatte.

Gemälde der Hertha im Ursprungszustand

Entsprechend den differierenden Ansichten hinsichtlich der Marinebaustrategie gingen auch die Meinungen über die zu bauenden Kreuzertypen auseinander. Während das Oberkommando einen rund 3000 t schweren Typ (Kreuzer III. Klasse genannt) als Aufklärer für die Schlachtflotte entwickelt wissen wollte, favorisierte das Reichsmarineamt einen auf dem Entwurf der Kaiserin Augusta basierenden Panzerdeckkreuzer (Kreuzer II. Klasse) sowie als Ergänzung eine Weiterentwicklung des ungeschützten Kreuzers (Kreuzer IV. Klasse) Schwalbe. Diese Gedanken kamen auch im von Konteradmiral Wilhelm Büchsel, der vom 31. März bis zum 15. Juni 1897 das Reichsmarineamt vorübergehend leitete, erarbeiteten und nach ihm benannten Büchsel-Plan zum Ausdruck, in dem ein besonderes Gewicht auf die Kreuzerflotte gelegt wurde und 30 Schiffe der Victoria-Louise-Klasse vorgesehen waren. Nachdem Tirpitz im Juni 1897 Staatssekretär des Reichsmarineamtes geworden war, stellte die Revision des Büchsel-Planes eine seiner ersten Aufgaben dar, die durch das Erste Flottengesetz im März 1898 gelöst wurde. Die Schiffe der Victoria-Louise-Klasse waren zu diesem Zeitpunkt jedoch bereits alle vom Stapel gelaufen und stellten in der Folge eine Belastung für die Tirpitzschen Planungen dar.
Die Planungen für die im Anschluss an die Kaiserin Augusta zu bauenden Panzerdeckkreuzer begannen bereits zu Beginn des letzten Jahrzehnts des 19. Jahrhunderts. Die erste Rate für die Neubauten K (später Hertha) und L (Victoria Louise) wurde im Etat 1890/91 vom Reichstag angefordert und im Fall von K auch genehmigt. Als im Folgejahr die zweite Rate beantragt wurde, stellte sich heraus, dass mit dem Bau aufgrund der oben erwähnten Probleme und Überlegungen noch gar nicht begonnen worden war. Daraufhin lehnte der Reichstag nicht nur die zweite Rate ab, sondern zog auch die genehmigte erste Rate wieder zurück. Die erneute Vorlage der ersten Rate für K in den Etats 1892/93 und 1893/94 wurde jeweils ebenfalls abgelehnt, im Folgejahr verzichtete das Reichsmarineamt sogar auf einen neuerlichen Antrag. Im Etat 1895/96 wurde die Forderung wieder gestellt und durch die erste Rate für L sowie Ersatz Freya (später Freya) erweitert. Da inzwischen der Amtsentwurf für die Kreuzer vorlag, genehmigte der Reichstag den Bau aller drei Schiffe, denen im nächsten Haushaltsjahr die beiden anderen Neubauten M (Vineta) und N (Hansa) folgten. Für weitere zwei Einheiten, O und P, wurden im Etat 1897/98 die Mittel beantragt, jedoch durch den Reichstag abgelehnt. Zu einer weiteren Vorlage kam es nicht, da unter anderem aufgrund dieser Ablehnung der bisherige Leiter des Reichsmarineamtes, Admiral Friedrich von Hollmann, von seinem Amt zurücktrat und durch Alfred Tirpitz ersetzt wurde.

## Technik

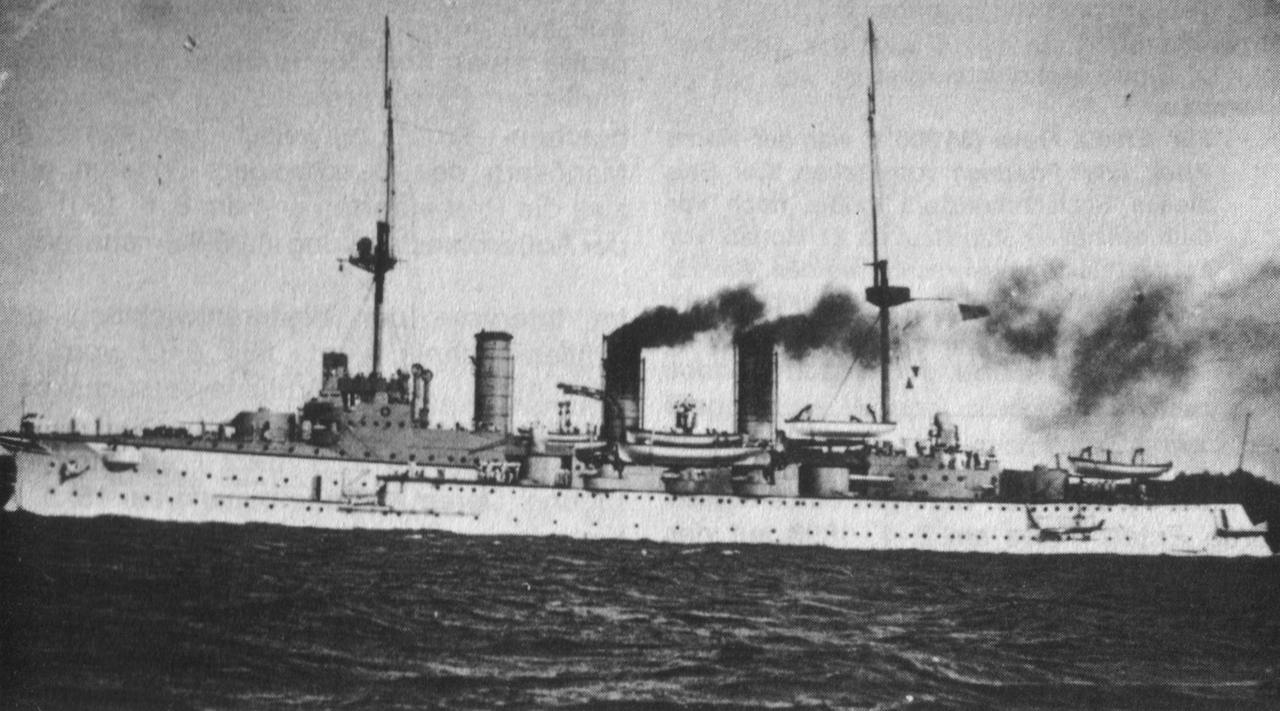
Freya um 1910

Der Entwurf für die Victoria-Louise-Klasse stellte eine Weiterentwicklung der vorangegangenen Kaiserin Augusta dar. Dabei wurde die Größe der Schiffe etwas verringert. Die erste Bauserie von drei Schiffen (K, L und Ersatz Freya) waren insgesamt 110,6 m lang und 17,4 m breit. Bei einem Maximalgewicht von 6491 t besaßen sie einen Tiefgang von maximal 6,93 m. Die zweite Bauserie (M und N) wurde etwas größer ausgelegt. Während die Gesamtlänge leicht auf 110,5 m schrumpfte, wuchs die Breite auf 17,6 m und die Verdrängung auf 6.705 t, was einen Tiefgang von 7,34 m zur Folge hatte. Alle Schiffe waren in zwölf wasserdichte Abteilungen eingeteilt und verfügten auf 60 Prozent der Rumpflänge über einen Doppelboden.

### Antriebsanlage
Alle Schiffe wurden von drei stehenden vierzylindrigen Dreifachexpansions-Dampfmaschinen angetrieben, die jeweils auf eine Welle wirkten. Jede Dampfmaschine verfügte über einen eigenen Maschinenraum, wobei der für die mittlere Maschine vor den nebeneinander angeordneten Räumen der Seitenmaschinen lag. Die Maschinen erzeugten zwischen 10.312 (Hertha) und 10.646 (Vineta) PSi, was den Schiffen eine Geschwindigkeit von rund 19 kn verlieh.

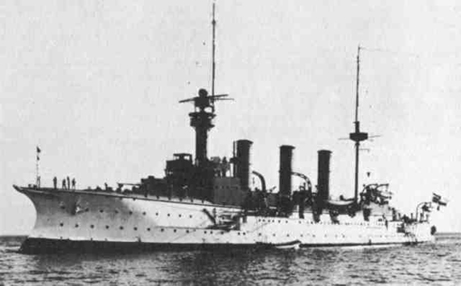
Vineta im Jahr 1905

Die Kesselanlagen der Schiffe stammten von unterschiedlichen Herstellern und waren in sechs paarweise angeordneten Kesselräumen untergebracht. Während die Hansa 18 querstehende Belleville-Kessel mit je einer Feuerung und 18 atü Betriebsdruck erhielt, verfügten die anderen Schiffe über 12 Kessel mit je zwei Feuerungen und 13 bis 15 atü Druck. Die Kesselanlagen litten besonders auf der Hansa und der Freya immer wieder unter Schäden und Ausfällen, was nicht zuletzt an der technischen Verschiedenheit der verwendeten Kesselsysteme lag. Dies führte schließlich seitens des Reichsmarineamtes zur Entwicklung einer standardisierten Kesselanlage, die schlicht Marinekessel genannt wurde.

### Bewaffnung
Die Hauptbewaffnung der Victoria-Louise-Klasse bestand aus zwei 21-cm-Schnelladekanonen mit 40 Kaliberlängen, die vorn und achtern in je einem Einzelturm untergebracht waren. Für die schwere Artillerie wurden insgesamt 116 Schuss Munition mitgeführt. Die Mittelartillerie bestand aus acht 15-cm-Sk, die seitlich aufgestellt waren, je zwei in eigenen Türmen sowie zwei in Kasematten. Für sie waren 960 Schuss Munition vorhanden. Weiterhin gehörten zur Bewaffnung der Kreuzer noch zehn 8,8-cm-Sk sowie zehn 3,7-cm-Maschinenkanonen. Außerdem verfügten die Schiffe über drei Torpedorohre mit 45 cm Durchmesser, von denen zwei seitlich und eines im Bug, alle jedoch unter Wasser angeordnet waren.

### Panzerung
Die Panzerung aus Kruppstahl war verhältnismäßig schwach ausgeprägt. Den Hauptschutz der Schiffe stellte das Panzerdeck dar, das 40 mm stark war. Die Böschungen des Panzerdecks erreichten eine Stärke von 100 mm. Darüber hinaus waren lediglich die Türme und Kasematten mit maximal 100 mm sowie der Kommandoturm mit maximal 150 mm gepanzert.

### Umbau

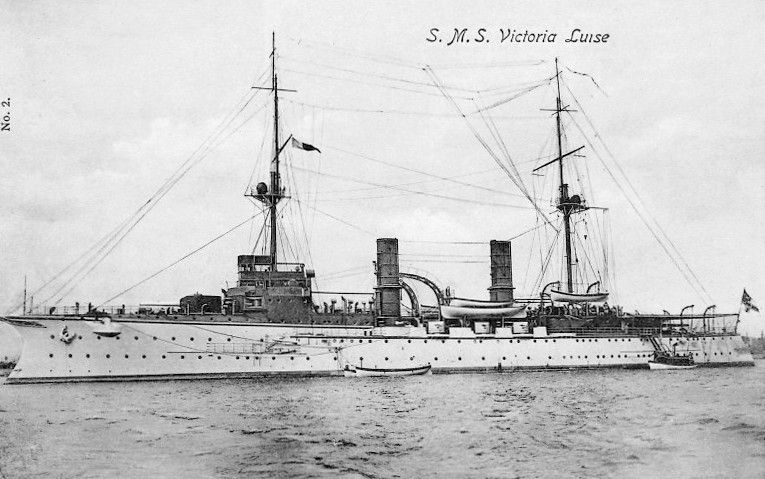
Victoria Louise nach ihrem Umbau

Zwischen 1905 und 1911 wurden alle fünf Einheiten der Klasse grundlegend modernisiert und umgebaut, um nachfolgend als Schulschiffe eingesetzt zu werden. Dabei wurden vor allem die anfälligen Kesselanlagen gegen je acht querstehende Marinekessel getauscht, die 14,5 atü Betriebsdruck erzeugten (lediglich auf der Victoria Louise nur 13 atü) und über je zwei Feuerungen verfügten. Die Reduzierung der Kesselzahl hatte auch die Neuanordnung der Schornsteine, deren Zahl auf zwei reduziert wurde, zur Folge. Lediglich die Freya behielt ihre drei Schornsteine bis zu einem von 1911 bis 1913 stattfindenden zweiten Umbau bei. Da auch der schwere vordere Gefechtsmast gegen einen leichten Pfahlmast getauscht wurde, änderte sich die Silhouette der Schiffe stark. Außerdem wurde die Bewaffnung der Schiffe geändert. Die achteren Kasemattgeschütze der Mittelartillerie entfielen, dafür kamen eine elfte 8,8-cm-L/30-Sk sowie drei 8,8-cm-L/35-Sk hinzu. Die Maschinenkanonen wurden komplett von Bord gegeben.

## Einsatz
Die Schiffe der Victoria-Louise-Klasse wurden hauptsächlich im Auslandsdienst eingesetzt. Die Hertha und die Hansa gehörten zum Ostasiengeschwader und nahmen mit diesem an Kampfhandlungen während des Boxeraufstandes teil, Die Vineta war Stationsschiff auf der Ostamerikanischen Station. Die Victoria Louise und die Freya wurden den Flottenverbänden der Nordsee zugeteilt und nahmen mit diesen an Manövern teil, jedoch wurde die Freya schon frühzeitig als Versuchsschiff für das Artillerie-Versuchskommando genutzt.
Die Schiffe waren gute Seeschiffe, die schwach schlingerten und aufgrund ihres hohen Freibords sehr trocken waren. Sie ließen sich gut manövrieren und drehen, dies jedoch nur bei laufender Mittelschraube. Bei Gegenwind und Hartruder verloren die Schiffe nur wenig an Fahrt. Die hohen Aufbauten hatten jedoch auch eine starke Abdrift bei Seitenwind zur Folge. Besonders für die Auslandseinsätze nachteilig war der Umstand, dass es im Innern der Kreuzer sehr heiß werden konnte. Erst mit mehreren Änderungen an der Ventilation konnte dies etwas gemindert werden.

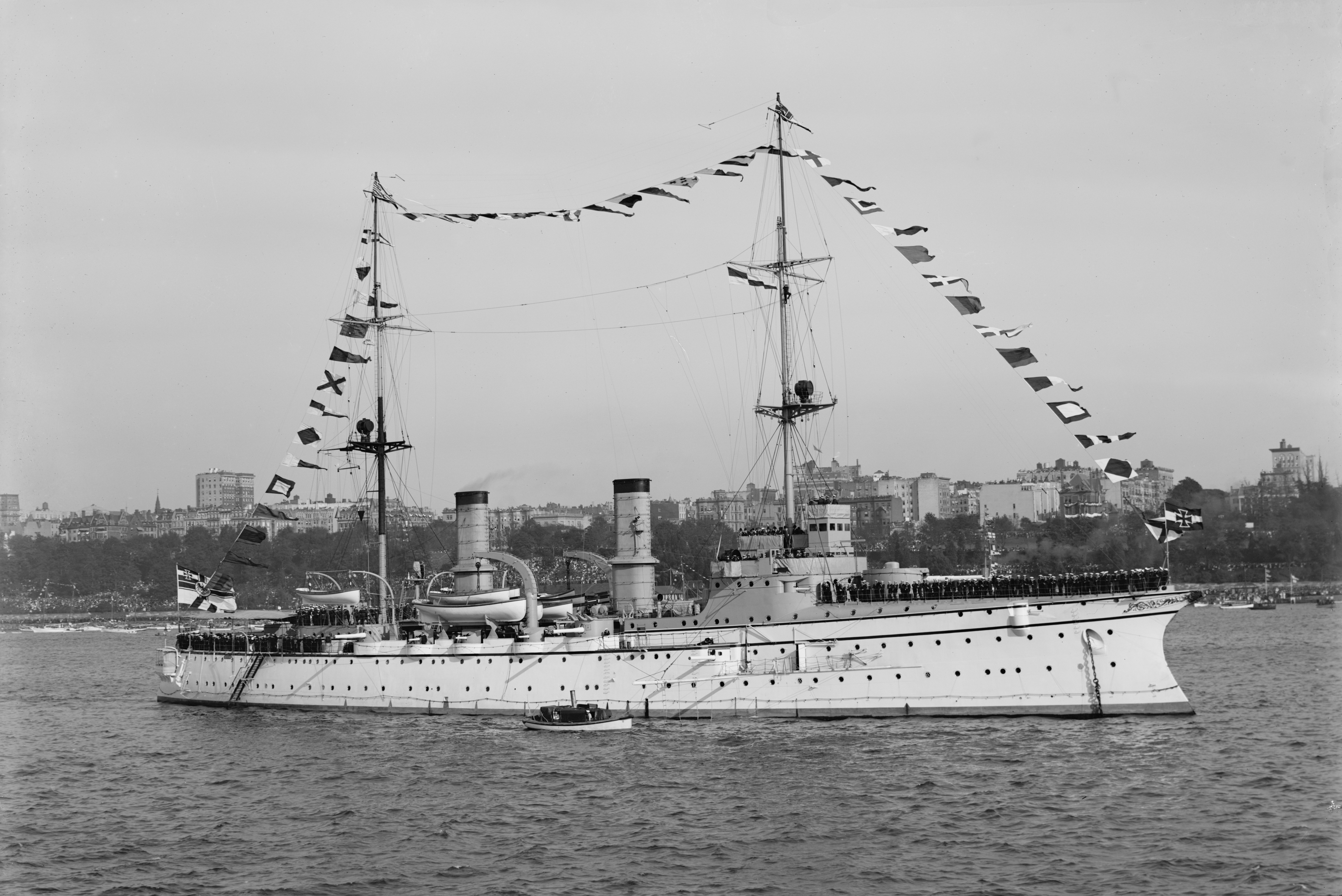
Hertha als Schulschiff 1909 in New York

Bereits nach wenigen Jahren Einsatzzeit zeigte sich, dass die Einheiten der Victoria-Louise-Klasse nur noch begrenzt einsetzbar waren. Für den Flottendienst waren sie zu schwach geschützt und hatten einen zu geringen Geschwindigkeitsüberschuss gegenüber den Linienschiffen, um als Aufklärer zu dienen. Aber auch für den Auslandseinsatz waren sie nur mäßig nutzbar, da ihre Kohlevorräte und damit ihre Dampfstrecke sehr gering bemessen und in Friedenszeiten gerade noch ausreichend waren. Ein neues Aufgabenfeld ergab sich durch die Überalterung der als Schulschiffe eingesetzten Kreuzerfregatten der Bismarck-Klasse, die ersetzt werden mussten. Da der Kaiserlichen Marine die finanziellen Mittel zur Beschaffung von Spezialfahrzeugen fehlten, griff man auf die Schiffe der Victoria-Louise-Klasse zurück und nutzte diese nach entsprechendem Umbau bis zum Ausbruch des Ersten Weltkrieges als Schulschiffe.
Während des Ersten Weltkrieges wurden die Kreuzer zunächst zum Sicherungs- und Vorpostendienst in der Ostsee herangezogen. Die Freya musste diesen bereits im August 1914 aufgrund eines Maschinenschadens wieder beenden und wurde nach ihrer Reparatur von September 1914 an bis Kriegsende wieder als Schulschiff verwendet. Die anderen vier Einheiten wurden aufgrund ihres unzureichenden Panzerschutzes im November 1914 außer Dienst gestellt, in der Folge desarmiert und als Wohnschiffe genutzt. Anfang der 1920er-Jahre wurden alle fünf Schiffe abgewrackt.

## Schiffe derVictoria-Louise-Klasse
- Victoria Louise: Stapellauf am 29. März 1897. Am 1. Oktober 1919 aus der Liste der Kriegsschiffe gestrichen, 1923 in Danzig abgewrackt.
- Hertha: Stapellauf am 14. April 1897. Am 6. Dezember 1919 aus der Liste der Kriegsschiffe gestrichen, 1920 in Rendsburg abgewrackt.
- Freya: Stapellauf am 27. April 1897. Am 25. Januar 1920 aus der Liste der Kriegsschiffe gestrichen, 1921 in Hamburg-Harburg abgewrackt.
- Vineta: Stapellauf am 9. Dezember 1897. Am 6. Dezember 1919 aus der Liste der Kriegsschiffe gestrichen, 1920 in Hamburg abgewrackt.
- Hansa: Stapellauf am 12. März 1898. Am 6. Dezember 1919 aus der Liste der Kriegsschiffe gestrichen, 1920 in Rendsburg abgewrackt.